# Scrupocellaria elongata
Scrupocellaria elongata är en mossdjursart som först beskrevs av Smitt 1868.  Scrupocellaria elongata ingår i släktet Scrupocellaria och familjen Candidae. Utöver nominatformen finns också underarten S. e. congesta.